# Римско изкуство
За начало на римското изкуство и архитектура се счита падането на последния римски цар от етруски произход и създаването на Римската република около 509 пр.н.е. Изкуството на Римската република, което е идентично с това на града Рим, придобива характерни черти особено през последните два века пр.н.е. Изкуството на Римската империя (след 27 пр.н.е.) е еклектично. То се развива под влиянието на древногръцкото изкуство и заимствания на местни художествени традиции от многото покорени племена и народи. Различните римски стилове, особено в областта на високо развитите живопис и скулптура, се свързват с различни епохи, известни императори и династии, селища с прочути паметници на културата (например Помпей), както и с провинциите на Римската империя. След 330 г. на н.е., годината в която император Константин Велики премества столицата в Константинопол, се говори за византийско изкуство или древнохристиянско изкуство.
По-големите градове в империята имат театри, амфитеатри, терми и мостове. Сградите са внушителни и добре украсени със стенни рисунки, мозайки и скулптури. Портретните черти са предавани точно и без идеализиране. Сюжетите на изображенията са от митологията или от всекидневния живот. Чeсто са изобразявани градини и пейзажи. Домовете на богатите са украсявани с мозайки и стенни диаманти. Римското културно наследство е в основата на културата на днешна Европа. То се налага и в политическите системи, оставя отпечатък върху архитектурата и благоустройството на съвременните градове.

## Архитектура
В началото се развива под влиянието на древногръцката архитектура и едва към края на първата република придобива собствен облик. Нов момент, който значително променя римската архитектура, е откриването на бетона през 1 в. пр.н.е. Новият строителен материал позволява по-голяма свобода на строене и така се появяват колонадите с редици само от декоративни колони. Бетонът се счита за едно от най-важните открития на римляните. Типичен елемент на римската архитектура са богато украсените мозайки.